# Servieren

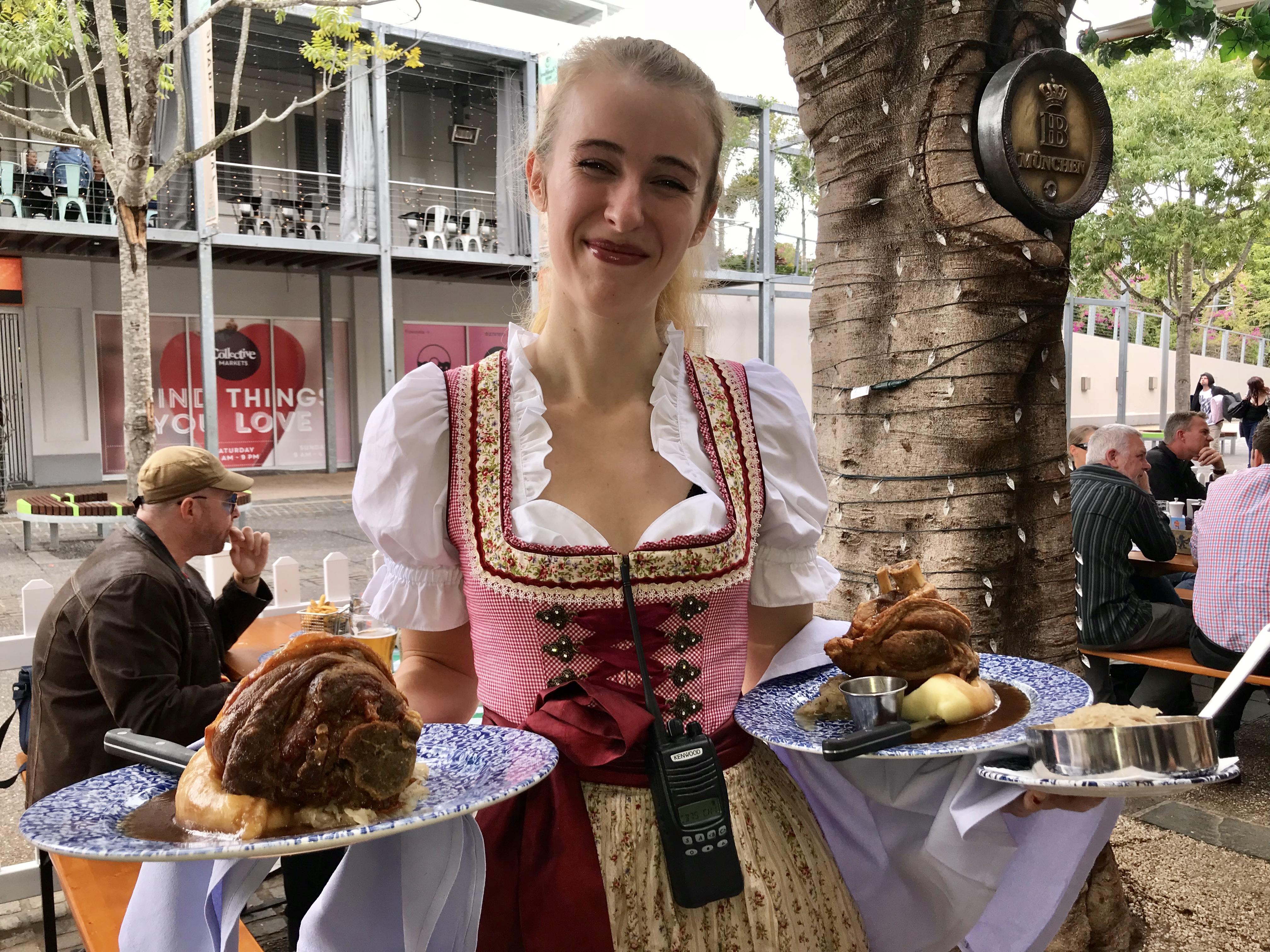
Servieren von Speisen, hier in einem Restaurant in Brisbane

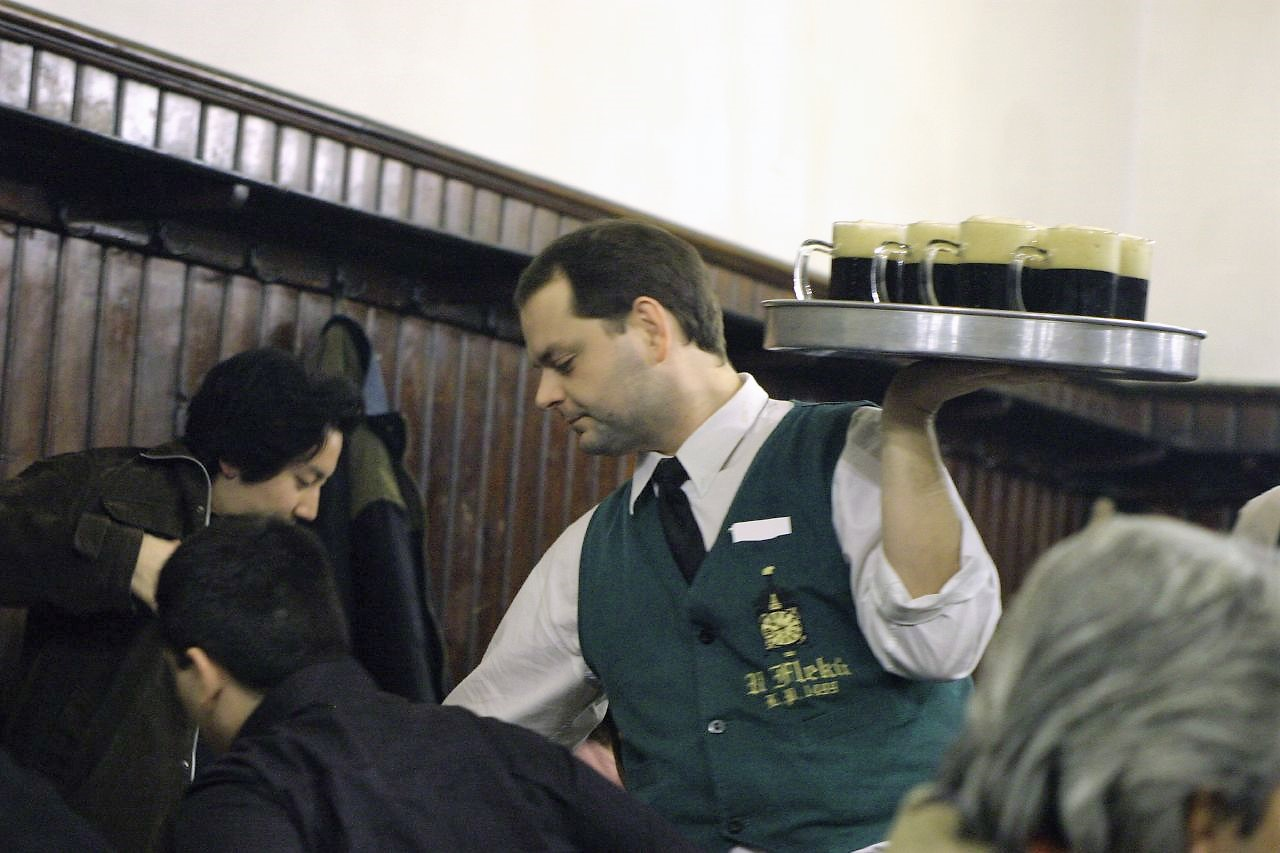
Servieren von Getränken durch einen Kellner, hier im Brauhaus U Fleků in Prag

Servieren im gastronomischen Sinn bedeutet das Bereitstellen von Speisen und Getränken sowie das Bedienen der Gäste.

## Vorbereitungsarbeiten

### Einrichten des Gastraumes
Die Vorbereitungsarbeiten umfassen die Einrichtung des Veranstaltungsraums mit Tischen und Stühlen, das Eindecken der Tische mit Tischwäsche (Tischauflagen und Servietten), Besteck, Geschirr und Dekoration.

### Mise en place
Des Weiteren gehört zur Vorbereitung die Bereitstellung notwendiger Arbeitsmittel (franz. Mise en place) im Office und am Pass und im Gastraum auf den Anrichten und Guéridons, um sie bei Notwendigkeit stets griff- und einsatzbereit zu haben:
- Tranchierbesteck und Schneidbrett
- Vorlegebesteck
- Unterteller mit Deckchen für Suppentassen, Fingerschalen, kleine und große Beilagenschüsseln und Saucieren
- Deck-, Mund- und Handservietten
- Rechauds
- Ergänzungsbestecke und -geschirre
- Menagen für Würzmittel, Zucker, Milch, Sahne usw.
- Sektkühler oder andere Flaschenkühler
- Aschenbecher
- Zahnstocherhalter

## Klassische Serviermethoden (Speisen)
Dem Gast ist ausschließlich von rechts zu servieren, Ausnahmen wie im Russischen Service sind zu berücksichtigen.
Für historische Serviermethoden siehe Service à la française und Service à la russe.

### Amerikanischer Service (Tellerservice)
Die Speisen werden bereits in der Küche auf einem Teller vollständig angerichtet, das Einsetzen der Teller am Tisch erfolgt von der rechten Seite des Gastes. In der gehobenen Gastronomie werden die Teller mit Gloschen abgedeckt, dies geschieht zum einen, um einen Wärmeverlust der Speisen zu verringern, zum anderen auch aus hygienischen Gründen. Überdies stellt sich der Kellner mit seinem Namen am Tisch vor und erläutert die Besonderheiten der Küche und welches Tagesgericht aktuell besonders zu empfehlen ist. Obligatorisch ist das Glas Wasser oder Eistee.
Vorteile: geringerer Personalaufwand, Zeitersparnis beim Servieren der Speisen.
Nachteile: eher unpersönlicher Service, vorgegebene Portionsgröße.

### Englischer Service (Vorlegeservice)
Beim englischen Service werden alle Gänge am Tisch gruppenweise eingesetzt; er eignet sich daher nur für bestimmte, auf diesen Service abgestimmte Menüs. Heute werden beim englischen Service nur das für das Menü benötigte Besteck und warme Teller eingedeckt, die Beilagen werden mittels dafür vorgesehenem Geschirr eingesetzt. Das Fleisch wird im Gastraum tranchiert und vom Servicepersonal auf die vorher eingesetzten Teller vorgelegt.
Man geht immer gegen den Uhrzeigersinn und legt von der rechten Seite des Gastes ein.
Vorteile: intensiver Gästekontakt, Portionsgröße ist nicht vorgegeben.
Nachteile: zeitintensiver Service, dadurch erhöhter Personalaufwand.

### Französischer Service (Vorlege-Service)
Die Speisen werden in der Küche auf Platten und Timbales angerichtet und am Guéridon tranchiert und auf dem Teller angerichtet. Zuerst werden die Deckel entfernt, dann das Vorlegebesteck umgedreht in die Platten und Timbales gelegt. Das Einsetzen der Teller erfolgt von der rechten Seite des Gastes. Commis trägt alle bis auf den letzten Teller, dieser wird vom Chef de Rang serviert. Beim Nachservice (wird nur vom Chef de rang durchgeführt) ist darauf zu achten, dass dieser auf unbenutzten Tellern mit sauberem Besteck erfolgt.
Vorteil: keine Einengung für den Gast, da das Vorlegen am Guéridon erfolgt.
Nachteile: zeitintensiver und geschulter Service, dadurch erhöhter Personalaufwand.

### Russischer Service (Servieren von Platten)
Die Speisen werden in der Küche auf einer Platte angerichtet und am Tisch von der rechten Seite des Gastes präsentiert. Der Gast legt sich die Speisen selbst von der Platte auf den Teller.
Vorteil: intensiver Gästekontakt, Portionsgröße ist nicht vorgegeben.
Nachteil: bei unerfahrenen Gästen entstehen evtl. Hemmungen (Angst vor Fehlern), sehr zeitintensiver Service, wodurch hoher Personalaufwand entsteht.

### Deutscher Service (Servieren von Platten und aus Schüsseln)
Die Speisen werden in der Küche auf Platten und in Schüsseln angerichtet und auf dem Tisch eingesetzt. Dem Gast wird von der rechten Seite ein leerer Teller eingesetzt, er bedient sich selbst.
Vorteil: geringerer Personalaufwand, Zeitersparnis beim Servieren der Speisen.
Nachteil: hoher Geschirrverbrauch.

## Vorlegen
Beim Vorlegen bei der amerikanischen, englischen und französischen Methode gilt folgende Anordnung und Reihenfolge der Speisen:
- Garnitur im oberen Bereich des Tellerspiegels
- Saucenspiegel
- Hauptkomponente (häufig Fleisch oder Fisch) im unteren Bereich des Tellerspiegels
- Gemüse im rechten Bereich des Tellerspiegels
- Sättigungsbeilagen im linken Bereich des Tellerspiegels

## Servieren von Getränken

### Tragen von Gläsern
Gläser dürfen nur dann, wenn sich keine Gäste im Restaurant befinden, am Stiel getragen werden. Ansonsten werden sie immer auf einem Tablett transportiert oder am Glasboden kopfüber getragen. Das Einsetzen der Gläser geschieht von der rechten Seite. Bei Henkelgläsern wird der Henkel nach rechts ausgerichtet. Gravuren und Firmenzeichen müssen zum Gast zeigen. Bei Tischen ohne Tischwäsche werden Gläseruntersetzer benutzt. Gläser müssen beim Einsetzen immer im untersten Bereich des Stiels oder am Henkel angefasst werden.

### Tragen von Flaschen
Flaschen werden immer auf einem Serviertablett transportiert (eleganterweise mit einer Hand unter dem Boden gefasst). Am Platz wird die Flasche schräg gehalten, wobei das Etikett zum Gast zeigt, damit er dieses lesen kann. Bei der Präsentation, welche von links erfolgt, wird die Flasche mit einer Textilserviette umhüllt.

### Öffnen von Getränkeflaschen
Das Öffnen und Entkorken findet am Platz statt und ist in jedem Fall vom Bedienpersonal vorzunehmen. Weinflaschen sind ausschließlich mit den Händen zu öffnen und dürfen nur im äußersten Notfall (bei besonders hartnäckigen Korken) mit dem Flaschenboden schräg auf den Tischrand gestützt werden.

### Einschenken
Für das Einschenken wird das Glas nicht vom Bedienungspersonal in die Hand genommen (Ausnahme Rotwein), sondern auf dem Tisch gelassen. Die Flasche wird dabei völlig frei gehalten und darf niemals auf den Glasrand aufgelegt werden. Beim Ausschenken aus Karaffen wird in der Regel keine Serviette zum Umfassen verwendet; beim Ausschenken aus Flaschen in der Regel schon. Bei Wein wird zunächst ein Schluck in das Glas gegeben, damit der Gast zunächst degustieren kann. Wenn der Gast dem Wein zustimmt, wird den anderen Gästen, die mittrinken, eingeschenkt. Dabei fängt man bei den Damen am Tisch an (von der Reifesten zur Jüngsten) und danach schenkt man den Herren (in der vorbenannten Reihenfolge) ein. Zum Schluss befüllt man das Glas des Gastgebers (bzw. dessen, der den Wein degustiert hat). Besonders bei kleinen Flaschen wird in der Regel darauf geachtet, dass der Flascheninhalt nicht komplett in das Glas gefüllt wird (halb voll).

### Ausheben
Beim Ausheben der Gläser ist zu beachten, dass das Glas von rechts mit der rechten Hand ausgehoben wird. Wichtig dabei ist, dass nicht der Gläserrand, sondern das Glas so weit unten wie möglich gefasst wird. Bei Stielgläsern, wie z. B. Weingläsern, wird das Glas selbstverständlich am Stiel gegriffen und ausgehoben.

### Sektkübel
Wenn Sekt oder Champagner in einem Kübel serviert wird, sollte die Flasche so darin platziert sein, dass das Etikett zum Gast hin und der Flaschenhals vom Gast weg zeigt. Die Flasche sollte unbedingt in Eis serviert werden. Dabei reicht eine etwa 5 bis 8 cm dicke Schicht von Eiswürfeln oder Crushed-Ice.

## Servieren von Speisen

### Matrixsystem
Beim Matrixsystem wird tischweise serviert. Das bedeutet, dass pro Gang zu einem Tisch der komplette Tisch fertig eingedeckt sein sollte. Entsprechend viele Kellner müssen beteiligt sein. Alle Kellner, die für einen Tisch zuständig sind, bewegen sich gemeinsam in einer Gruppe (oder Reihe) auf diesen zu. Der erste Kellner beginnt nun seinen ersten Teller einzusetzen. Die übrigen Kellner zählen, wie viele Teller ihr Vordermann auf der Hand hat (in der Regel drei) und gehen im Uhrzeigersinn entsprechend viele Plätze weiter vor, wo sie dann mit dem Einsetzen der Teller beginnen. Sie rücken nun einzeln im Uhrzeigersinn zum nächsten Gast weiter. Ist der komplette Tisch mit Speisen eingedeckt, verlassen sie diesen gemeinsam.

### Spiegelsystem
Grundsätzlich funktioniert das Spiegelsystem genauso wie das Matrixsystem. Es unterscheidet sich von ihm aber insofern, als sich die Kellner nicht unabhängig voneinander bewegen. Beim Spiegelsystem positionieren sich die Kellner zunächst hinter ihrem Gast. Sobald dies geschehen ist, nicken die sich gegenüber stehenden Kellner kurz zu und setzen den ersten Teller ein. Ist das getan, rücken sie einen Platz weiter, nicken sich erneut kurz zu und setzen wieder ein. Auch hierbei verlassen sie diesen Tisch gemeinsam.

### Gloschenservice
Beim Gloschenservice befindet sich auf jedem Teller zusätzlich eine Glosche, sodass jeder Kellner nur zwei Teller gleichzeitig tragen kann. Hat er beide im Uhrzeigersinn jeweils von rechts serviert, steht er im Anschluss zwischen seinen beiden servierten Tellern. Nun greift er nach den sich darauf befindenden Gloschen, dreht diese um und kreuzt seine Arme übereinander. Damit verlässt er den Tisch gemeinsam mit den übrigen Kellnern.

### Büfett

#### Stationäres Büfett
Beim stationären Büfett befinden sich die Speisen auf einem festen Platz wie einem Tisch oder einer Theke. Häufig sind diese in bestimmte Bereiche unterteilt – z. B. nach Vor-, Haupt- und Nachspeise. Zu Beginn befinden sich meist Teller und Bestecke. Der Gast läuft das Büfett zumeist in einer bestimmten Richtung ab und kann sein Menü selbst zusammenstellen. Kellner oder Cateringhilfen sorgen dafür, dass stets genügend Speisen bereitgestellt werden.

#### Flying Buffet
Das Flying Buffet unterscheidet sich vom stationären Büfett insofern, als die Speisen sich nicht an einer stationären Stelle befinden, sondern auf einem Tablett von einem Kellner zum Gast hingetragen werden und dieser dort sein Menü selbst zusammenstellen kann. Der Kellner kann den Gast dabei ggf. beraten.